# Yumi Uetsuji
Yumi Uetsuji (上辻 佑実 Uetsuji Yumi?), född 30 november 1987, är en japansk fotbollsspelare som spelar för Nippon TV Beleza.
Yumi Uetsuji spelade 4 landskamper för det japanska landslaget.